# Manuel Murguía

Manuel Antonio Martínez Murguía (Arteixo, 1833 -  La Corogne, 1923) a été le promoteur le plus important de la Renaissance galicienne.

## Biographie
Murguía étudie les Humanités et le latin à Saint-Jacques-de-Compostelle et obtient le grade de bachelier en 1850. Il commence très jeune à collaborer dans diverses publications avec des gens intéressés par le futur du pays galicien. Il entre en contact à cette époque avec Aurelio Aguirre, Eduardo Pondal et Rosalía de Castro et publie son premier roman, Desde el cielo. 
En 1853 il s'installe à Madrid, où il publie plusieurs œuvres de fiction, le poème Nena d'as soledades, essais, le livre scolaire La primera luz, etc. C'est à Madrid où il se retrouve  à nouveau avec Rosalía, où cinq  années plus tard ils se marient et retournent en Galice. Sa véritable passion est centrée sur l'histoire. Il a en outre, encouragé sa femme à publier ses œuvres et même il lui est arrivé d'en  publier quelques-unes sans son consentement. 

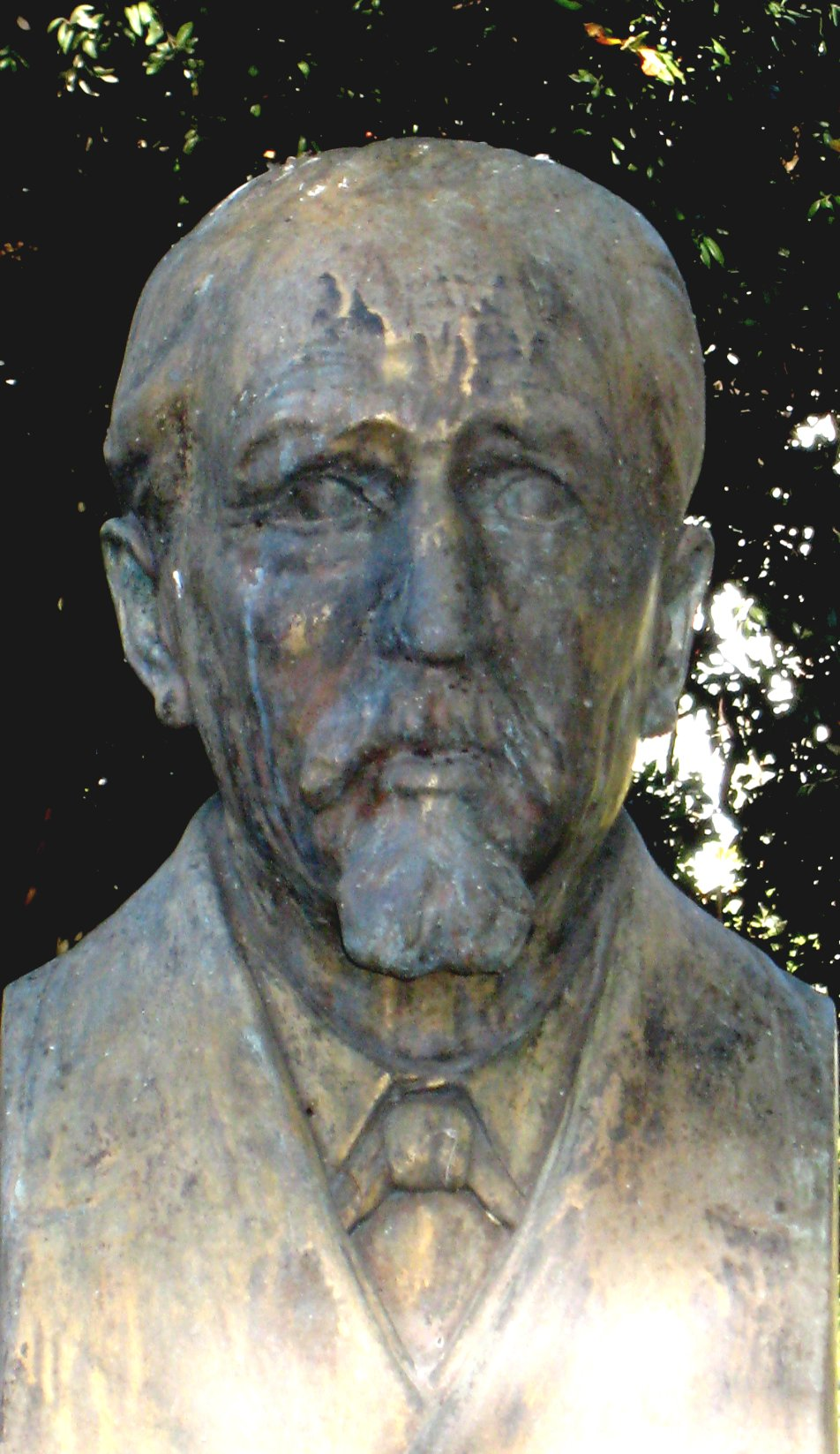
Buste de Manuel Murguía à La Corogne.

Manuel Murguía a collaboré dans le cadre journalistique de l'époque, dans L'Olive, Le Miño et La Patrie Galicienne, et a dirigé le Journal de La Corogne et L'Illustration Galicienne et Asturienne. À partir de 1860 il se consacre intensément à l'histoire et publie le premier volume d'Histoire de la Galice laquelle a convenu le mythe Celte et l'information historique un principe de galléguisme de hauteur.[pas clair] Ce volume est sorti une année plus tard et il a été considéré comme la première théorisation nationaliste galicienne. D'autres œuvres sont Précurseures (1885) après le décès de son épouse Rosalía, La Galice (1888) et un dictionnaire d'auteurs galiciens resté inachevé.
Il a aussi été  chef-archiviste de l'Archivo del Reino de Galicia (es) et rédacteur à Madrid, Saint-Jacques de Compostelle, La Corogne, Lugo, Vigo et Simancas. Nommé président de l'Association Rexionalista Galega (ARG), la première organisation politique résolument pro-galicienne et directeur de son journal La Patrie Galicienne.
Une fois qu'il a quitté le poste d'archiviste à la Délégation de Finances de La Corogne en 1905, il reçut de Manuel Curros Enríquez et du Centre Galicien de La Havane la charge de fonder la Real Academia Galega (Académie Royale Galicienne), dont il devient le premier président. Il est décédé à La Corogne en 1923. 